# シェルドレイクの仮説
シェルドレイクの仮説（シェルドレイクのかせつ）とは、イギリスの元ケンブリッジ大学フェロー、生物学者、超心理学者のルパート・シェルドレイクが唱えた仮説である。形態形成場仮説、モルフォジェネティク・フィールド仮説、形成的因果作用仮説とも言う。
この仮説は以下のような内容からなる。
1. あらゆるシステムの形態は、過去に存在した同じような形態の影響を受けて、過去と同じような形態を継承する（時間的相関関係）。
2. 離れた場所に起こった一方の出来事が、他方の出来事に影響する（空間的相関関係）。
3. 形態のみならず、行動パターンも共鳴する。
4. これらは「形の場」による「形の共鳴」と呼ばれるプロセスによって起こる。

簡単に言えば、「直接的な接触が無くても、ある人や物に起きたことが他の人や物に伝播する」とする仮説である。
この仮説を肯定する人々もいる。だが、「事実上、超常現象や超能力に科学的と見える説明を与えるようなもので、疑似科学の1つ」と否定的な見解を示す人もいる。
また、シェルドレイクは記憶や経験は、脳ではなく、種ごとサーバのような場所に保存されており、脳は単なる受信機に過ぎず、記憶喪失の回復が起こるのもこれで説明が付く、という仮説も提唱している。

## 公開実験
1983年8月31日、イギリスのテレビ局テームズ・テレビによって、シェルドレイクの仮説を調査する公開実験が行われた。
一種のだまし絵を2つ用意し、一方の解答は公開しないものとし、もう一方の解答はテレビによって視聴者200万人に公開する。テレビ公開の前に、2つの絵を約1000人にテストする。テレビ公開の後におなじように別の約800人にテストをする。いずれも、この番組が放映されない遠隔地に住む住人を対象とした。
その結果、テレビ公開されなかった問題の正解率は放映前9.2%に対し放映後10.0%であり、もう一方のテレビ公開された問題は放映前3.9%に対し放映後6.8%となったという。これにより、「公開されなかった問題では正解率は余り変化しなかったが、公開された問題は大幅に正解率が上昇した」とされた。この公開実験によって、シェルドレイクの仮説は多くの人々に知られるところとなった。

### ペットはなぜ飼い主の帰りがわかるのか
日本テレビで放映されたシェルドレイクの仮説の実験（2000年11月11日）。「世界を変える7つの実験」のひとつ。飼い主とペットの双方をカメラで追跡。仕事の関係で帰宅時間が不規則であるが、飼い主が帰宅を開始すると、ペットが玄関に移動して出迎えるなどの様子を放映した。